# Xizang Nan Lu
Xizang Nan Lu (chiń. 西藏南路站) – stacja metra w Szanghaju, na linii 4 i 8. Zlokalizowana jest pomiędzy stacjami Luban Lu, Nanpu Daqiao, Lujiabang Lu i Zhoujiadu. Została otwarta 29 grudnia 2007.